# Galeodea alcocki
Galeodea alcocki, tên tiếng Anh: Alcock's False Tun, là một loài ốc biển lớn, là động vật thân mềm chân bụng sống ở biển trong họ Cassidae, họ ốc kim khôi.

## Miêu tả
Loài này có kích thước giữa 50 mm và 115 mm

## Phân bố
Chúng phân bố ở Vịnh Bengal và dọc theo Philippines.